# Aquiulfo
Aquiulfo (em latim: Achiulfus) ou Atiulfo (em latim: At(h)iulfus), segundo a Gética do escritor bizantino do século VI Jordanes, foi um rei grutungo do século IV, membro da dinastia dos Amalos. Pertencia à nona geração de líderes góticos, sendo ele filho de Atal e pai de Ansila, Ediulfo, Vuldulfo/Vultulfo e Hermenerico.